# Vallonsk kirke
Den vallonske kirke eller Den fransk-reformerte kirke i Nederlandene, Tyskland og England blev dannet i det 16. århundrede af flygtninge fra Frankrig.

## Historie
Efter de spanske erobringer i det sydlige Holland i slutningen af det 16. århundrede flygtede mange calvinister fra disse områder mod nord, hovedsagelig til Holland. På denne måde ønskede de at undgå de forventede forfølgelse af de romerske katolikker. Vallonerne kom i et så stort antal, at de oprettede separate fransk talende kommuner, i alt 43. Disse opererede uafhængigt af de hollandske tysk talende kommuner. I slutningen af det 17. århundrede, som et resultat af tilbagekaldelsen af Nantes-ediktet i 1685, flygtede mange huguenotter fra Frankrig til Holland. De blev også for det meste inkluderet i vallonske reformerede kommuner eller grundlagt nye kommuner. Som et resultat voksede antallet af vallonske kirker til 80.
Der var en tidlig forbindelse mellem den vallonske kirke og Oranje-Nassau-familien: Louise de Coligny (1555-1620), datter af Gaspard de Coligny og hustru til Vilhelm den Tavse, og hendes søn Frederik Henrik af Oranien besøgte den vallonske kirke i Haag, det gamle domkapel på Binnenhof. Morits af Oranien, den anden søn af Wilhelm af Oranje, deltog også regelmæssigt i gudstjenesten i den vallonske kirke i Haag.
Under Frederik Hendriks statholderskab blev forbindelsen endnu tættere, hovedsageligt på grund af André Rivet, en præst i den vallonske kirke i Haag, som døde i 1651. Han var guvernør for Wilhelm II og spillede en vigtig rolle for ægteskabet med Wilhelm II med Maria Henriëtte Stuart. Deres eneste søn Wilhelm III blev døbt i den vallonske kirke i Haag.
På grund af den stigende integration af disse flygtninge i det hollandske samfund, især i det 18. århundrede, faldt antallet af vallonske kommuner hurtigt. Efterhånden var der kun 14 tilbage. Fra grundlæggelsen af den hollandsk-reformerte kirke i 1815 blev de inkluderede i denne, ligesom de engelsk talende skotske kommuner.
| År    | 1849  | 1859  | 1869   | 1879  | 1889  | 1899  | 1909  | 1920  | 1930  | 1947  | 1960  | 1971  |
| Antal | 8.435 | 9.689 | 10.258 | 9.529 | 8.953 | 9.857 | 9.660 | 8.962 | 6.358 | 4.067 | 3.058 | 1.505 |

Ved den sidste folketælling i 1971 blev 1.505 vallonsk reformerte optalt i hele Holland; 570 i Zuid-Holland, 550 i Noord-Holland, 125 i provinsen Utrecht, 95 i Gelderland og 85 i Noord-Brabant. I Amsterdam er der opgjort 350 mennesker, i Haag 245, i Rotterdam 85 og i Utrecht 50 personer. Disse tal kan siden være faldet på grund af sekularisering.
Siden 2004 falder de ind under den protestantiske kirke i Holland. I de senere år er immigranter fra Afrika også tilsluttet kirkerne.

## Kirkebygninger
Den vallonske kirke i Amsterdam er et tidligere katolsk kapel, der blev eksproprieret i 1578 ved Alteringen af den oprindelige romersk-katolske kirke og stillet til rådighed for de nævnte flygtninge.
Den vallonske kirke i Arnhem blev bygget i begyndelsen af det 15. århundrede som et kapel i det daværende Agnietenklooster. Efter 1636 blev hun optaget på komplekset St. Catharina Gasthuis. Siden 1751 har kirken været i brug af den vallonsk-reformerte kirke. Kirken blev hårdt beskadiget i september 1944 og blev restaureret i 1950-52.
Den vallonske kirke i Breda var oprindeligt Breda Begijnhof, et muret kompleks bestående af huse og en lille kirke i centrum af Breda.
Den vallonske kirke i Delft er det originale kapel i Sint Agatha-klosteret på det nuværende Prinsenhof. Kapellet stammer fra det 15. århundrede og blev hofkapel for prins Wilhelm af Orange i 1572. Siden 1585 har kapellet været brugt som en vallonsk kirke. Hver anden uge er der en fransktalende gudstjeneste søndag morgen kl. 10.30.
I Dordrecht er den tidligere bygning af den vallonske kirke omdannet til en butik, men fransktalende gudstjenester finder stadig sted to gange om måneden i Hof, hvor det første møde mellem de frie stater fandt sted i 1572.
Fra 1591 brugte huguenoterne i Haag Hofkapel på Binnenhof. Dette sluttede, da Louis Napoleon i 1806 tog Binnenhof som sit opholdssted. Han gav den vallonske kommune penge til at bygge en kirke andre steder. I 1808 blev den nye kirkebygning for den vallonske kirke ved Noordeinde taget i brug.
I Groningen mødes den vallonske kommune i Pelstergasthuis.
I Haarlem blev der afholdt en fransk gudstjeneste hver uge siden 1590 i den reformerede kirke på Begijnhof 30. Den vallonske kirke i Haarlem er en tidligere katolsk kirke, der kom i hænderne på byen Haarlem efter reformationen, og byadministrationen donerede derefter kirken til de fransktalende. Cirka 20.000 belgiske flygtninge kom til Haarlem i løbet af firsårskrigen. Efter tilbagekaldelsen af Nantes-ediktet flygtede næsten 2.000 huguenotter til Haarlem.
Den vallonske kirke i 's-Hertogenbosch blev bygget i 1847 i en tidligt nygotisk stil designet af arkitekt A. van Veggel. Kirken blev købt i 1956 af den lutherske menighed, der havde været der indtil 2004.
Den vallonske kirke i Leeuwarden er et kapel fra 1530 og er i brug af remonstranterkommunen.
Den vallonske kirke i Leiden ligger i kapellet i det tidligere Catharina Gasthuis. Fra begyndelsen af det 17. århundrede blev Gasthuiskapel oprettet for protestantiske gudstjenester. Fra 1818 erhvervede den vallonske kommune Gasthuiskerk. Den vallonske kommune i Leiden var oprindeligt placeret i Vrouwekerk, nu en ruin.
En tidligere vallonsk kirke kan også findes i Naarden. Den bruges nu som et mausoleum for Comenius.
Den vallonske kirke i Oostburg blev bygget i 1689 og var i brug indtil 1803. I 1804 blev denne kirke solgt til katolikkerne.
Den vallonske kirke i Utrecht ligger i Pieterskerk.
I Nijmegen havde Commanderie van Sint Jan været en vallonsk kirke siden den franske besættelse, indtil bygningen blev stærkt beskadiget under bombningen af Nijmegen i 1944. I 1952 solgte kirkeadministrationen ruinen.
I Rotterdam ligger den vallonske kirke (bygget i 1923, restaureret i 2009) ved Pierre Baylestraat/Schiedamse vest 190, og hver anden uge (skiftevis med Delft) er der en fransktalende gudstjeneste kl. 11:00.
Den tidligere vallonske kirke i Voorburg bruges nu af de reformerede kirker.
Den vallonske kirke i Zwolle har siden 1686 været huset i Geertruid-kapellet fra det 14. århundrede og bestyret af søstrene i det fælles liv.